# 笹田靖人
笹田 靖人（ささだ やすと、1985年5月17日 - ）は0.3mmペンを使い細密画を描く現代美術家である。岡山県生まれ。

## 人物
1985年（昭和60年）生まれ。岡山県倉敷市出身。岡山学芸館高等学校経て、2007年（平成19年）京都造形芸術大学コミュニケーションデザインコース情報デザイン学科卒業。
中学在学中に「読売国際漫画大賞」のジュニア部門で優秀賞をとり本格的に「芸術で一生を終える」という夢の道へ進むため、当時美術コースのあった岡山学芸館高等学校への進学を決めた。
高校2年生の時には、初個展「夢 healing world」を開催した。
その後、大学進学後も大学2年生の時に「形のないものに形を」2005年から卒業する2007年まで3年連続で個展を開催した。
大学では、副学長である秋元康教授と出会いそのつながりから、AKB48のメンバーをロボット風に描いた作品を「AKB48劇場」で展示し、完売を実現し、大きな自信を得た。
大学卒業後には、一旦イラストレーター事務所に就職するが、注文されたものをそのまま描くことに疑問を抱き、更に自身の作品制作の時間が削られるという過度のストレスもあり、兼ねてからの夢であった「芸術で一生を終える」という夢を実現するため、退職し芸術家として生きていくことを決意した。
2013年には表参道にあるCA4LAの旧店舗を貸し切り個展を行い1万人以上の集客をした。
2014年の秋冬物のパリコレクションでは、Yohji Yamamotoと大々的にコラボレーションをしたコレクションを発表した。
このコレクションでは、革に大胆かつ繊細にハンドペイントを施した作品と絵画をシルクなどの生地にプリントしたものとがあり、特徴的な大きなシルエットと鮮やかでありながら毒々しい色遣いで世界的に大きな反響を呼んだ。
2015年には、再びYohji Yamamoto社の別ラインであるGround Yやdiscordにてコラボレーションを行う。
2016年、アジア最大規模のアートイベント「上海芸術博覧会2016」へ招待され作品を出展した。
2017年、ポニーキャニオンとの世界照準プロジェクトが始動し、第1弾として【BE@RBRICK 笹田靖人 100％＆400％ 】が世界で発売され、即日完売した。
レコード会社が画家を手掛けるという、世界的に見ても異例のプロジェクトとして注目が集まる。
また、国際的に有名なアーティストからなる12種類のポスターを特集した限定品コレクション【IKEA ART EVENT 2017】にて作品「MATSURI」が唯一日本人アーティストとして選出された。
2017年秋には、岡山の経済や文化の向上を促し岡山を活性化させていくことを目的に創設されたOKAYAMA AWARD2017の「作家・クリエイター賞」を受賞。
2018年、自身史上最大となる高さ2m40cm、幅1m75cmの巨大なキャンパスに挑戦した最新作【KUJAKU】の初公開となる個展「WINGS」が2018年4月6日(金)～4月10日(火) T-ART HALL（東京：天王洲） にて開催された。
2019年、Ground Y ☓ YASUTO SASADA Collectionファッションブラド「 Ground Y 」とのコラボレーションを行う。
2019年、Ground Yとのコラボレーションを記念して、笹田靖人個展「Y」を東京銀座にて開催。
2019年10月、「山形国際ドキュメンタリー映画祭 2019」特製記念グッズにてコラボレーションを行う。
2019年10月、超特急カイさんのパーソナルマガジン『NYLON guys JAPAN KAI STYLE BOOK』で、笹田靖人がコラボアートを書き下ろした。
2020年11月、全国5都市で開催される東方神起の日本デビュー15周年を記念した『TOHOSHINKI 15th ANNIVERSARY MUSEUM “XVision”』にて、コラボアーティストとして作品を展示した。
2021年1月、台湾の人気チアリーダー・峮峮(チュンチュン)とアートコラボレーションを行う。
2021年5月、岡山桃太郎空港に巨大ラッピングアートを設置。
2022年4月、叶姉妹×笹田靖人アートコラボレーションを行う。原画2点を天王洲TERADA ART COMPLEX 2F Contemporary Tokyoにて展示した。
画材として主に使用するのは水性ボールペンとアクリル絵具。

## 主な展覧会
- 「夢healing world」(2002年)(岡山県)
- 「形のないものに形を」(2005年)(京都府)
- 「0.3」(2006年)(京都府)
- 「AKB48イラスト展」(2007年)(AKB48劇場/東京都)
- 「U to Pia」（2009年）(東京都)
- 「Kyoto Current展プロローグ」（2009年）(京都府)
- 「笹田靖人展」（2010年）(京都府)
- 「SYNAPSE」（2011年）（CATM CHELSEA/ニューヨーク チェルシー）
- 「MIMIC」（2012年）（BLANC DE CHINE/ニューヨーク 5番街）
- 「MIMIC2」（2013年）（CA4LA/東京都）
- 「MIMIC」（2013年）（ホテルアンテルーム京都/京都府）
- 「The Story of the Creative」（2013年）（Angel Orensanz/ニューヨーク）
- 「YOHJI YAMAMOTO POUR HOMME AW2014-2015」（2014年）（Paris/パリ）
- 「YOHJI YAMAMOTO AW2014-2015」（2014年）（シャイヨ宮国立劇場/パリ）
- 「笹田靖人展」（2014年）(西武渋谷百貨店/東京都)
- 「INNOCENT WORLD」（2016年）(SEZON ART GALLERY/東京都)
- 「上海芸術博覧会2016」(2016年)（Shanghai World Expo Exhibition & Convention Center/上海）
- 「笹田靖人 個展 -WINGS-」（2018年）（T-ART HALL /東京都）
- 「笹田靖人個展 -Y- 」（2019年）（銀座第7ビルギャラリー/東京都）
- 「YASUTO SASADA Exhibition -MAKUAKE-」(2021年)(peel/大阪)
- 「YASUTO SASADA Exhibition -MAKUAKE-」(2021年)(note place/東京)
- 「北京当代アートフェア」出展(2022/5/19-22 /北京)
- 「jingart アートフェア」出展(2022/5/29-29 /北京)
- 「ART BUSAN」出展(2022/5/12-15 /釜山）
- 「笹田靖人個展-CHAOS-」(2022年) (TERADA ART COMPLEX 2F Contemporary Tokyo)

## 主な受賞歴
- 読売国際漫画大賞ジュニア部門　優秀賞（2000年）
- コンカード横浜　壁画デザインアワード 金賞受賞（2007年）
- 三菱商事アート・ゲート・プログラム　奨学金（2009年）
- The Best Debutant of The Year アート部門（2013年）
- OKAYAMA AWARD2017「作家・クリエイター賞」受賞（2017年）

## その他の活動
- 「Art meets Life」ショーウインドウ及び店内装飾、コラボレーション商品販売（2014年）(西武渋谷百貨店/東京都)
- 「Ground Y」店内装飾、コラボレーション商品販売（2014年）(渋谷パルコ/東京都)
- 「FASHION'S NIGHT OUT 2014」ライブペインティング、店内装飾、コラボレーション商品販売（2014年）(Yohji Yamamoto 青山本店/東京都)
- 「YOHJI YAMAMOTO FASHION IS ALWAYS ART」ライブペインティング、店内装飾、コラボレーション商品販売（2014年）(神戸大丸/兵庫県)
- 「Ground Y」（2015年）コラボレーション商品販売(渋谷パルコ/東京都)
- 「discord」（2015年）コラボレーション商品販売(銀座三越/東京都)
- 「SEZON ART GALLERY オープニングレセプション」作品出展（2015年）(SEZON ART GALLERY/東京都)
- 「SHIBUYA, Last Dance_」作品出展 (2016年) （パルコミュージアム/東京都)
- 「Ground Y」(2016年)コラボレーション商品販売(渋谷パルコ/東京都)
- 「IKEA ART EVENT 2017」作品「MATSURI」アートポスター販売（2017年）
- 「BE@RBRICK 笹田靖人 【KUJAKU】 100％＆400％」 世界で限定発売!!（2017年）
- 「DYNAMIC 豪!50!GO! in SHIBUYA -GO NAGAI 50th ANNIVERSARY-」作品出展（2017年)(西武渋谷/東京都)
- 「BE@RBRICK 笹田靖人 【KUJAKU】 1000％」 世界で限定発売!!（2018年）
- 「BE@RBRICK 笹田靖人×Ground Y 100％＆400％」 世界で限定発売!!（2019年）
- 「Ground Y ☓ YASUTO SASADA 2019SS」（銀座SIX他Ground Y直営店）（2019年）